# 1996 Сезон - Индикар
Първия сезон (1996) в новосформираната Инди Рейсинг Лиг, включва само 3 състезания.
За първи път новата Уолт Дисни Уърлд Спидуей (Walt Disney World Speedway), приема кръг от надпреварата на 27 януари 19960 г.
Индианаполис Мотор Спидуей приема втория кръг на 26 май 1996 г.
Финикс Интернейшънъл Спидуей е последния кръг на 18 август 1996 г.
По-късно през август управата на Инди Рейсинг Лигата одобрява на 15 септември същата година, още един старт на пистата Лас Вегас Мотор Спидуей.

## Крайно класиране и точков актив

### Пилот
1. Бъз Калкинкс – 82 т (ко-шампион)
2. Скот Шарп – 82 т (ко-шампион)
3. Роби Бухл – 80 т
4. Ричи Хърн – 79 т
5. Алберто Гереро – 79 т
6. Майк Гроф – 76 т
7. Арни Люендик – 75 т
8. Тони Стюарт – 68 т
9. Джони Оконъл – 65 т
10. Дейви Хамилтън – 65 т
11. Микеле Алборето
12. Лин Сейнт Джеймс
13. Стефан Грегори
14. Бъди Лейзиер
15. Джон Пол дж.
16. Еди Чийвър
17. Джони Персънс
18. Дейвид Кудрейв
19. Мишел Жордейн дж.
20. Scott Brayton
21. Джим Гътри
22. Дейви Джоунс
23. Алесандро Зампедри
24. Фермин Валез
25. Елисео Салазар
26. Дани Онгайз
27. Джони Ънсър
28. Хадаеши Матсуда
29. Стан Уотлес
30. Скот Харингтън
31. Марк Дисмор
32. Пол Дюрант
33. Джо Госек
34. Брад Мърфи
35. Райсин Гарднър
36. Марко Греко